# Comuna Sîdorivka, Jîdaciv
Sîdorivka (în ucraineană Сидорівка) este o comună în raionul Jîdaciv, regiunea Liov, Ucraina, formată din satele Krehiv, Sîdorivka (reședința) și Suleatîci.

## Demografie
Componența lingvistică a comunei Sîdorivka
     Ucraineană (99,63%)
     Alte limbi (0,28%)
Conform recensământului din 2001, majoritatea populației comunei Sîdorivka era vorbitoare de ucraineană (99,63%), existând în minoritate și vorbitori de alte limbi.